# Banca Agricola Commerciale di Altamura
Banca Agricola Commerciale di Altamura è stata una banca italiana.

## Storia
La Banca Agricola Commerciale di Altamura fu costituita come società anonima il 22 ottobre 1922. Primo presidente del Consiglio di amministrazione fu Antonio Lorusso, che rimase in carica fino al 1940.
Sin dai primi anni di attività si ebbe un costante aumento dei depositi fiduciari e di “tutto il movimento della Banca”, tanto che nel 1936 il capitale sociale iniziale, di 500.000 lire, fu raddoppiato mediante un'unica sottoscrizione effettuata da Giuseppe Manfredi.
Nel 1939 fu paventata l'idea di una fusione dell'Istituto nel Banco di Napoli, che però non ebbe seguito.
L'anno successivo la Banca fu soggetta ad ispezioni da parte dell'Ispettorato del credito e della Compagnia Fiduciaria Nazionale, per verificare il buon andamento dell'Istituto e per “l'accertamento di insanabili e dannosi dissidi esistenti fra il Direttore Andrea Melodia ed il principale azionista e maggiore depositante Manfredi”. Durante la seduta del Consiglio di amministrazione del 14 luglio 1940 si decise il licenziamento di Andrea Melodia e la soppressione della figura del direttore, le cui funzioni furono affidate al consigliere delegato Giovanni Lorusso.
Con decreto n. 1307 del 2 ottobre 1940 fu disposto lo scioglimento degli organi amministrativi e il conseguente commissariamento della Banca, ai sensi del regio decreto legge 12 marzo 1936 n. 375, convertito poi nella legge 7 marzo 1938 n. 141. Il 22 marzo 1941 Giovanni Lorusso venne nominato nuovo presidente del Consiglio di amministrazione.
Nel 1950 fu approvato un nuovo statuto che ridefinì le operazioni dell'Istituto, tra cui: sconto e cessione di effetti commerciali, cambiali e di qualsiasi altro valore mobiliare; anticipazione e prestito su titoli e contro pegno; anticipazioni su merci; emissione e collocamento di prestiti pubblici, di azioni ed obbligazioni di società od enti; esercizio del credito agrario; assunzione di esattorie delle imposte e di servizi di cassa di enti pubblici, morali e consorziali.
Nel 1974 la Banca fu assorbita, insieme ad altri istituti di credito pugliesi, dalla Banca di Andria.